# 830

830(팔백삼십)은 829보다 크고 831보다 작은 자연수다.

## 수학
- 합성수로, 그 약수는 1, 2, 5, 10, 83, 166, 415, 830이다. 진약수의 합은 682이므로, 830은 부족수다.
- {\displaystyle 830=197+199+211+223}
  - 연속하는 네 소수(素數)의 합으로 나타낼 수 있으며, 이 성질을 지닌 앞의 수는 800, 다음 수는 860이다.

## 과학·기술
- NGC 830(영어판): 고래자리 방향에 있는 렌즈형은하.
- 830 페트로폴리타나(영어판): 소행성.
- 노키아 루미아 830: 마이크로소프트 모바일의 스마트폰.
- 하트 830 엔진(영어판)

## 교통

### 항공
- 월드 에어웨이스 830편 추락 사고(영어판)
- 올림픽 항공 830편 추락 사고(영어판)
- 팬아메리칸 월드 항공 830편 테러 사건(영어판)

### 도로
- 830번 지방도: 전라남도 강진군 성전면에서 고흥군 두원면까지 이어지는 대한민국의 지방도.
- 830번 홋카이도도(일본어판)

## 문화유산
- 대한민국의 보물 제830호: 영광 불갑사 대웅전

## 기타
- 날짜: 8월 30일
- 연도: 830년, 기원전 830년
- 830년대
- 한국십진분류법에서 일본 문학 및 기타 아시아 제문학에 관한 책들이 분류되는 번호.
- 830 브리켈(영어판): 미국 마이애미주 브리켈에 있는 마천루.